# Kristen Michal
Kristen Michal (født 12. juli 1975 i Tallinn, Estiske SSR) er en estisk jurist og liberal-centristisk politiker, der har været Estlands premierminister siden 23. juli 2024.
Michal er medlem af det liberale-centristiske parti Eesti Reformierakond (dansk: Estisk Reformparti). Han efterfulgte sin forgænger Kaja Kallas fra samme parti, da hun blev udnævnt til EU's udenrigschef. Før han blev premierminister, var han justitsminister fra 2011 til 2012, økonomi- og infrastrukturminister fra 2015 til 2016 og senest klimaminister fra 2023 til 2024.